# José del Castillo y Ayensa
José del Castillo y Ayensa (Lebrija, 1795 - Madrid, 4 de juny de 1861) fou un diplomàtic, polític i escriptor espanyol, membre de la Reial Acadèmia Espanyola i ministre d'estat durant la minoria d'edat d'Isabel II d'Espanya.
La Reial Acadèmia Espanyola el va escollir acadèmic honorari en 1830, després supernumerari en 1831, i finalment en 1833 fou escollit acadèmic de nombre. Va publicar traduccions al castellà de poesies clàssiques gregues d'Anacreont, Teòcrit, Tirteu i Safo de Lesbos. En 1840 va ocupar durant uns dies i de manera interina el càrrec de Ministre d'Estat en el gabinet d'Evaristo Pérez de Castro. Secretari i confident de Maria Cristina de Borbó-Dues Sicílies, amb l'arribada dels moderats el 1844 fou nomenat encarregat de negocis (ambaixador) a la Santa Seu, amb l'encàrrec de restablir-hi les relacions diplomàtiques i que el pap Pius IX reconegués la reina Isabel II. En 1847 seria destituït del seu càrrec pel govern de Florencio García Goyena. En 1849 fou nomenat senador vitalici, càrrec que ocuparia fins a la seva mort el 4 de juny de 1861.

## Obres
- Historia critica de las negociaciones con Roma desde la muerte del Rey D. Fernando VII (1859)
- Anacreonte, Safo y Tirteo (1832)